# Björn Bjelfvenstam
Björn Bjelfvenstam (Uppsala, 19 febbraio 1929) è un attore svedese.

## Biografia
È noto soprattutto per aver recitato in diversi film di Ingmar Bergman.

## Filmografia parziale
- Donne in attesa (Kvinnors väntan), regia di Ingmar Bergman (1952)
- Sogni di donna (Kvinnodröm), regia di Ingmar Bergman (1955)
- Sorrisi di una notte d'estate (Sommarnattens leende), regia di Ingmar Bergman (1955)
- La sesta coppia fuori (Sista paret ut), regia di Alf Sjöberg (1956)
- Il posto delle fragole (Smultronstället), regia di Ingmar Bergman (1957)

## Doppiatori italiani
- Massimo Turci in Donne in attesa
- Gianfranco Bellini in Sorrisi di una notte d'estate